# Бжесько (гміна)
Гміна Бжесько (пол. Gmina Brzesko) — місько-сільська гміна у південній Польщі. Належить до Бжеського повіту Малопольського воєводства.
Станом на 31 грудня 2011 у гміні проживало 36304 особи.

## Площа
Згідно з даними за 2007 рік площа гміни становила 102.57 км², у тому числі:
- орні землі: 67.00%
- ліси: 18.00%

Таким чином, площа гміни становить 17.38% площі повіту.

## Населення
Станом на 31 грудня 2011:
| Опис     | Загалом | Загалом | Чоловіки | Чоловіки | Жінки | Жінки |
| -------- | ------- | ------- | -------- | -------- | ----- | ----- |
| одиниця  | осіб    | %       | осіб     | %        | осіб  | %     |
| все      | 36304   | 100     | 17829    | 49.11    | 18475 | 50.89 |
| міське   | 17253   | 100     | 8314     | 48.19    | 8939  | 51.81 |
| сільське | 19051   | 100     | 9515     | 49.94    | 9536  | 50.06 |

## Сусідні гміни
Гміна Бжесько межує з такими гмінами: Боженцин, Бохня, Ґнойник, Дембно, Жезава, Новий Вісьнич, Щурова.